# Ralph de Gaël
Ralph de Gaël de Montfort, genannt de Guader oder englisch Wader (auch Raoul, Randolf, Randulf, Ranulf, * vor 1040; † um 1097), war Herr von Gaël und Montfort(-sur-Meu), sowie 2. Earl of East Anglia aus dem Adelsgeschlecht Montfort-Laval.

## Herkunft
Ralph de Gaël ist anglo-bretonischer Herkunft. Er wurde vermutlich kurz vor 1040 in Hereford geboren. Sein Vater war Ralph Stalre (Ralph der Stallmeister) († 1069), Herr von Gaël, ein treuer Berater des englischen Königs Eduard des Bekenners, nach dessen Tod er sich Wilhelm dem Eroberer anschloss. Er war mit Agatha, der Schwester eines Großgrundbesitzers in Norfolk, verheiratet. „Ralph Stalre“ wird als „Radulfus Anglus“ in mehreren herzoglichen Dokumenten der Herzöge von Bretagne aus der ersten Hälfte des 11. Jahrhunderts erwähnt. Wilhelm der Eroberer machte ihn 1067 zum 1. Earl of East Anglia (Norfolk und Suffolk), also im unmittelbaren Anschluss an die Eroberung Englands.

## Erbe
Beim Tod seines Vaters erbte er in der Bretagne die große Baronie von Gaël, die aus mehr als 40 Pfarreien bestand. In England erbte er (oder erhielt durch Zugeständnisse der Krone) große Ländereien in Norfolk, aber auch in Suffolk, Essex, Hertfordshire und vermutlich noch weiteren Grafschaften. Zweifellos erhielt er einige dieser Güter von seinem Vater, es ist aber zweifelhaft, ob er den Grafentitel unmittelbar nach dessen Tod übertragen bekam.

## Vor 1075
Im Jahr 1065 unterstützte er Herzog Conan II. von Bretagne bei der Belagerung der Burg Combourg, in der sich der Burgherr Riwallon, Herr von Dol, verschanzt hielt. Im Jahr darauf nahm er an der Seite Wilhelms an der Eroberung Englands teil und erhielt als Belohnung zahlreiche Güter in East Anglia. 1069 vertrieb er die Wikinger, die plündernd in Norfolk eingefallen waren und Norwich besetzt hatten. 1070 wurde er von Wilhelm zum „Earl of East Anglia“ (lat. East-Anglorum comes) ernannt, seine Grafschaft umfasste die späteren Earldoms Norfolk, Suffolk und Cambridge. In offizieller Zählung werden er und sein Vater als 1. und 2. Earl of Norfolk gezählt.

## Heirat und Revolte
Er heiratete Emma von Hereford, Tochter des verstorbenen William FitzOsbern, 1. Earl of Hereford († 1071), ohne die Zustimmung des Königs dazu zu haben. 1075 nahm er gemeinsam mit seinem Schwager Roger de Breteuil, 2. Earl of Hereford, und Waltheof II., Earl of Northumbria, am Aufstand der Grafen teil, der rasch zusammenbrach. Ralph wurde abgesetzt und enteignet, floh nach Dänemark, wo er sich um die Unterstützung durch Knut von Dänemark bemühte, den Sohn des Königs Sven Estridsson. Er kehrte mit 200 Schiffen nach England zurück, um festzustellen, dass die Revolte seit langem zu Ende war, woraufhin er erneut das Land verließ und sich in die Bretagne zurückzog. Seine Ehefrau, die die Burg von Norwich drei Monate lang gehalten hatte, bis man ihr und ihren Anhängern sicheres Geleit zusagte unter der Bedingung, dass sie das Land innerhalb von 40 Tagen verlasse, ging ebenfalls in die Bretagne.
Von seinen bretonischen Besitzungen aus führte Ralph zusammen mit seinem Verbündeten Gottfried Cranon, einem Sohn Herzog Alains III. von Bretagne, den Kampf gegen Wilhelm in dessen normannischem Herzogtum fort. Wilhelm verbündete sich ihm Gegenzug mit Herzog Hoël II. von Bretagne von denen Ralph 1076 in der Burg von Dol eingeschlossen wurde. Trotz aller Belagerungskünste Wilhelms gelang es Ralph, alle Angriffe auf die Burg abzuwehren, bis schließlich ein Entsatzheer unter König Philipp I. von Frankreich und Graf Fulko IV. von Anjou eintraf. Unter hohen Verlusten musste Wilhelm die Belagerung abbrechen und sich fluchtartig in die Normandie zurückziehen, womit ihm seine erste Niederlage überhaupt zugefügt wurde. Ralph hatte zwar seine englischen Besitzungen verloren, aber in der Bretagne blieb er einer der mächtigsten Feudalfürsten.
Zwischen 1086 und 1091 ließ Ralph die Burg von Montfort errichten. Einige Jahre später schlossen er und seine Ehefrau sich dem Herzog Robert II. von der Normandie zum Ersten Kreuzzug an. Er nahm an der Belagerung von Nicäa teil, starb dann aber wenig später auf dem Weg nach Palästina, ebenso wie seine Ehefrau.

## Nachkommen
- Guillaume de Gaël († 1102), der seinem Vater als Herr von Gaël folgte.
- Raoul de Gaël, Nachfolger seines Bruders; Herr von Monfort, 1099 Herr von Breteuil.
- Alain de Gaël, Herr von Le Largez; begleitete seine Eltern auf dem Ersten Kreuzzug, starb dort unverheiratet 1101.